# 莱里 (马恩省)
莱里（法語：Lhéry，法語發音：[leʁi]）是法国马恩省的一个市镇，属于兰斯区。

## 地理
莱里（49°12'35"N, 3°45'45"E）面积6.08 平方千米，位于法国大東部大區马恩省，该省份为法国东北部内陆省份，北起阿登省，西北接埃纳省，西南接塞纳-马恩省，南至奥布省，东南接上马恩省，东临默兹省。
与莱里接壤的市镇（或旧市镇、城区）包括：阿乌尼、法沃罗勒和科埃米、拉热里、普瓦伊、罗米尼、塞尔济和普兰、特拉姆里、塔德努瓦城。

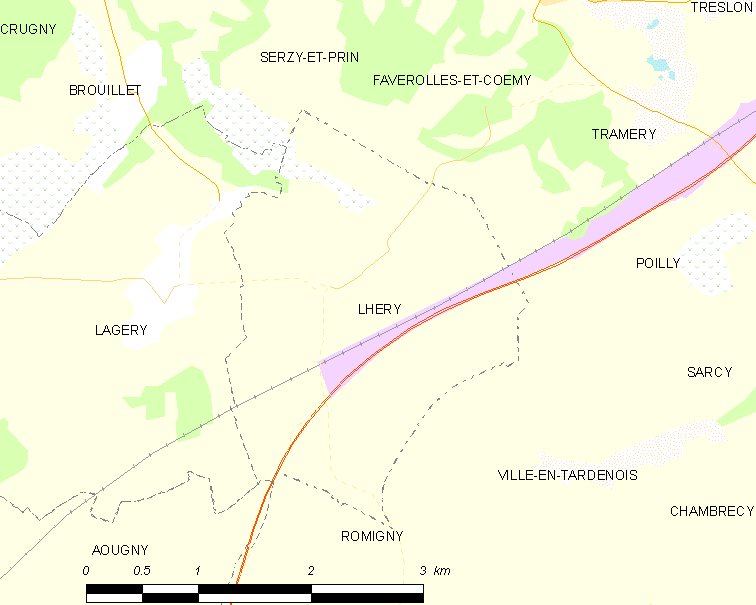
的OSM定位图

莱里的时区为UTC+01:00、UTC+02:00（夏令时）。

## 行政
莱里的邮政编码为51170，INSEE市镇编码为51321。

## 政治
莱里所属的省级选区为多尔芒-香槟景县。

## 人口

1962-2008年间人口变化图示

莱里于2022年1月1日时的人口数量为89人。